# Рондо (текстомузыкальная форма)
Рондо́ (фр. rondeau, от rond – круг) — поэтическая (твёрдая форма) и музыкальная форма с рефреном преимущественно во Франции в XIII—XV веках. Термин «ро́ндо», относящийся к инструментальной музыке барокко и венских классиков, связан с рондо́ этимологически, но по смыслу отличается от него.

## Рондо в XIII—XIV веках
Рондо возникло как разновидность труверской кансоны. Сложилось в XIII веке в творчестве Адама де ла Аля (умер в 1287). Наиболее типично 8-строчное рондо с двухстрочным рефреном, со следующей схемой корреляции музыки и текста (r1 — первая строка рефрена, r2 — вторая строка рефрена):
| строка | рифма  | музыка |
| ------ | ------ | ------ |
| 1.     | a (r1) | A      |
| 2.     | b (r2) | B      |
| 3.     | a      | A      |
| 4.     | a (r1) | A      |
| 5.     | a      | A      |
| 6.     | b      | B      |
| 7.     | a (r1) | A      |
| 8.     | b (r2) | B      |

Так построены большинство рондо Гийома де Машо, наиболее яркого представителя этого жанра в XIV веке. У Жанно де Лекюреля, Адама де ла Аля, Машо и многочисленных анонимных композиторов XIV века встречаются также 11-, 13-, 16- и 24-строчные рондо (соответственно, с трёх-, четырёх- и шестистрочным рефренами), в которых выдерживается тот же принцип корреляции стиха и музыки: стихи с рифмой «a» распеваются на одну музыку, а с рифмой «b» на другую.

## Рондо в XV веке
Поздние рондо в целом более протяжённые: их рефрен состоит из 4 (фр. rondeau quatrain) или 5 (фр. rondeau cinquain) строк. Принцип корреляции стиха и музыки сохраняется. Например, в рондо Дюфаи «Ma belle dame souverainne» (A1, A2 — первая и вторая половины первого сегмента музыкальной формы; B1, B2 — второго):
| #   | рифма  | музыка |
| --- | ------ | ------ |
| 1.  | a (r1) | A1     |
| 2.  | b (r2) | A2     |
| 3.  | b (r3) | B1     |
| 4.  | a (r4) | B2     |
| 5.  | a      | A1     |
| 6.  | b      | A2     |
| 7.  | a (r1) | A1     |
| 8.  | b (r2) | A2     |
| 9.  | a      | A1     |
| 10. | b      | A2     |
| 11. | b      | B1     |
| 12. | a      | B2     |
| 13. | a (r1) | A1     |
| 14. | b (r2) | A2     |
| 15. | b (r3) | B1     |
| 16. | a (r4) | B2     |

Популярность рондо у французских и фламандских музыкантов во второй половине XV века в целом снизилась. Известный пример из этого периода — «Fors seulement» Окегема. Большинство сочинений фламандского композитора «второго ряда» Хайне ван Гизегема написана в жанре рондо.
У Кристины Пизанской встречаются рондо из двадцати двух стихов. Карл Орлеанский возвращается к краткой форме. После него реализации рондо отличаются крайним разнообразием: в XV веке насчитывалось до 115 его форм.